# Mikel Nuhaj
Mikel Gjergji Nuhaj (Maasmechelen, 1 april 2002) is een Albanees-Belgisch voetballer die sinds 2022 uitkomt voor MVV Maastricht.

## Clubcarrière
Nuhaj begon zijn jeugdopleiding bij Eendracht Maasmechelen. Een paar jaar later bood hij zich aan voor de talentdagen van MVV Maastricht, waar hij uiteindelijk werd toegelaten. In 2015 maakte hij, via een ommetje bij Patro Eisden Maasmechelen, de overstap naar de jeugdopleiding bij Roda JC. Toch was het uiteindelijk in het shirt van MVV dat hij zijn profdebuut maakte: op 8 augustus 2022 liet trainer Maurice Verbene hem op de openingsspeeldag van de Keuken Kampioen Divisie tegen Jong AZ (3-1-verlies) in de tweede helft invallen voor Tim Zeegers.

## Clubstatistieken
| Seizoen         | Club            | Land               | Competitie      | Competitie | Competitie | Beker | Beker | Supercup | Supercup | Europees | Europees | Totaal | Totaal |
| Seizoen         | Club            | Land               | Competitie      | Wed.       | Dlp.       | Wed.  | Dlp.  | Wed.     | Dlp.     | Wed.     | Dlp.     | Wed.   | Dlp.   |
| --------------- | --------------- | ------------------ | --------------- | ---------- | ---------- | ----- | ----- | -------- | -------- | -------- | -------- | ------ | ------ |
| 2022/23         | MVV Maastricht  | Vlag van Nederland | Eerste divisie  | 1          | 0          | 0     | 0     | —        | —        | —        | —        | 1      | 0      |
| Carrière totaal | Carrière totaal | Carrière totaal    | Carrière totaal | 1          | 0          | 0     | 0     | 0        | 0        | 0        | 0        | 1      | 0      |

Bijgewerkt op 15 augustus 2022.